# Associazione Sportiva Casale 1980-1981
Questa voce raccoglie le informazioni riguardanti l'Associazione Sportiva Casale nelle competizioni ufficiali della stagione 1980-1981.

## Divise
| Casa | Trasferta |

## Rosa
| N. |                   | Ruolo | Calciatore        |
| -- | ----------------- | ----- | ----------------- |
|    | Italia (bandiera) | D     | Salvatore Aloise  |
|    | Italia (bandiera) | A     | Roberto Antelmi   |
|    | Italia (bandiera) | A     | Diego Bianchini   |
|    | Italia (bandiera) | D     | Gilberto Bonini   |
|    | Italia (bandiera) | C     | Marino Bracchi    |
|    | Italia (bandiera) | C     | Roberto Casone    |
|    | Italia (bandiera) | D     | Attilio Fait      |
|    | Italia (bandiera) | D     | Fabio Francisca   |
|    | Italia (bandiera) | A     | Giuseppe Giovenco |
|    | Italia (bandiera) | D     | Silvano Gorani    |

| N. |                   | Ruolo | Calciatore           |
| -- | ----------------- | ----- | -------------------- |
|    | Italia (bandiera) | C     | Amilcare Magnani     |
|    | Italia (bandiera) | P     | Luciano Marchese     |
|    | Italia (bandiera) | A     | Paolo Maruzzo        |
|    | Italia (bandiera) | C     | Giuseppe Palladino   |
|    | Italia (bandiera) | D     | Gianfranco Platto    |
|    | Italia (bandiera) | C     | Giacomo Russo        |
|    | Italia (bandiera) | A     | Maurizio Schincaglia |
|    | Italia (bandiera) | D     | Domenico Tumelero    |
|    | Italia (bandiera) | P     | Luciano Zamparo      |

## Risultati

### Serie C1

#### Girone di andata
| 28 settembre 1980 1ª giornata | Casale | 1 – 0 | Trento |  |

| 5 ottobre 1980 2ª giornata | Parma | 2 – 1 | Casale |  |

| 12 ottobre 1980 3ª giornata | Casale | 0 – 0 | Modena |  |

| 19 ottobre 1980 4ª giornata | Casale | 0 – 1 | Triestina |  |

| 26 ottobre 1980 5ª giornata | Spezia | 0 – 1 | Casale |  |

| 2 novembre 1980 6ª giornata | Casale | 1 – 4 | Reggiana |  |

| 9 novembre 1980 7ª giornata | Cremonese | 2 – 0 | Casale |  |

| 16 novembre 1980 8ª giornata | Casale | 1 – 3 | Fano |  |

| 23 novembre 1980 9ª giornata | Prato | 0 – 0 | Casale |  |

| 30 novembre 1980 10ª giornata | Casale | 0 – 1 | Empoli |  |

| 7 dicembre 1980 11ª giornata | Novara | 0 – 0 | Casale |  |

| 14 dicembre 1980 12ª giornata | Sanremese | 0 – 0 | Casale |  |

| 21 dicembre 1980 13ª giornata | Casale | 2 – 2 | Treviso |  |

| 4 gennaio 1981 14ª giornata | Piacenza | 1 – 1 | Casale |  |

| 11 gennaio 1981 15ª giornata | Casale | 1 – 0 | Mantova |  |

| 18 gennaio 1981 16ª giornata | Sant'Angelo | 1 – 0 | Casale |  |

| 25 gennaio 1981 17ª giornata | Casale | 1 – 0 | Forlì |  |

#### Girone di ritorno
| 1º febbraio 1981 18ª giornata | Trento | 1 – 0 | Casale |  |

| 8 febbraio 1981 19ª giornata | Casale | 0 – 1 | Parma |  |

| 15 febbraio 1981 20ª giornata | Modena | 0 – 0 | Casale |  |

| 22 febbraio 1981 21ª giornata | Triestina | 3 – 1 | Casale |  |

| 1º marzo 1981 22ª giornata | Casale | 1 – 1 | Spezia |  |

| 8 marzo 1981 23ª giornata | Reggiana | 2 – 1 | Casale |  |

| 15 marzo 1981 24ª giornata | Casale | 1 – 2 | Cremonese |  |

| 29 marzo 1981 25ª giornata | Fano | 1 – 1 | Casale |  |

| 5 aprile 1981 26ª giornata | Casale | 1 – 0 | Prato |  |

| 12 aprile 1981 27ª giornata | Empoli | 2 – 0 | Casale |  |

| 26 aprile 1981 28ª giornata | Casale | 2 – 2 | Novara |  |

| 3 maggio 1981 29ª giornata | Casale | 1 – 0 | Sanremese |  |

| 10 maggio 1981 30ª giornata | Treviso | 0 – 0 | Casale |  |

| 17 maggio 1981 31ª giornata | Casale | 0 – 0 | Piacenza |  |

| 24 maggio 1981 32ª giornata | Mantova | 0 – 0 | Casale |  |

| 31 maggio 1981 33ª giornata | Casale | 2 – 2 | Sant'Angelo |  |

| 7 giugno 1981 34ª giornata | Forlì | 4 – 3 | Casale |  |